# 1. division 1958
La 1. Division 1958 è stata la 45ª edizione della massima serie del campionato danese di calcio conclusa con la vittoria del Vejle, al suo primo titolo.
Capocannoniere del torneo fu Henning Enoksen del Vejle con 27 reti.

## Classifica finale
|    | Classifica    | G  | V  | N | P  | GF | GS | DR  | Pti |
| -- | ------------- | -- | -- | - | -- | -- | -- | --- | --- |
| 1  | Vejle         | 22 | 14 | 2 | 6  | 66 | 32 | +34 | 30  |
| 2  | BK Frem       | 22 | 13 | 3 | 6  | 59 | 44 | +15 | 29  |
| 3  | Odense (*)    | 22 | 12 | 4 | 6  | 58 | 42 | +16 | 28  |
| 4  | B 1909        | 22 | 13 | 2 | 7  | 49 | 38 | +11 | 28  |
| 5  | Esbjerg       | 22 | 11 | 4 | 7  | 54 | 40 | +14 | 26  |
| 6  | AGF           | 22 | 9  | 7 | 6  | 36 | 28 | +8  | 25  |
| 7  | KB            | 22 | 10 | 4 | 8  | 48 | 48 | 0   | 24  |
| 8  | AB            | 22 | 6  | 5 | 11 | 35 | 46 | -11 | 17  |
| 9  | Køge BK (*)   | 22 | 6  | 5 | 11 | 34 | 49 | -15 | 17  |
| 10 | Skovshoved IF | 22 | 6  | 3 | 13 | 30 | 51 | -21 | 15  |
| 11 | AIA           | 22 | 5  | 4 | 13 | 36 | 59 | -23 | 14  |
| 12 | KFUM (*)      | 22 | 4  | 3 | 15 | 32 | 60 | -28 | 11  |

(*) Squadre neopromosse

## Verdetti
- Vejle Campione di Danimarca 1958.
- B 1909 ammesso alla Coppa dei Campioni 1959-1960.
- AIA e KFUM retrocesse.